# AIDC T-5
AIDC T-5 勇鷹
2015年AIDCフォーラムで展示されたXAT-5モデル
- 用途：高等練習機、軽攻撃機
- 設計者：漢翔航空工業（AIDC）、国家中山科学研究院
- 製造者：漢翔航空工業（AIDC）
- 運用者： 中華民国（中華民国空軍）
- 初飛行：2020年6月10日
- 生産数：量産型27機（他に試験機4機）
- 運用開始：2021年11月29日
- 運用状況：現役
- 原型機：F-CK-1 (航空機)

AIDC T-5（勇鷹）は、中華民国（台湾）の漢翔航空工業（AIDC）が製造中の高等ジェット練習機である。愛称は「Brave Eagle」。

## 開発

### 高等ジェット練習機プログラム
高等ジェット練習機プログラム（AJT）は、中華民国空軍がAIDC AT-3およびノースロップF-5の高等練習機飛行隊を66機の新造機へ移行することを目指して、2000年代初頭に始まった。
候補としてAT-3の近代改修版のAT-3 MAX、AIDC F-CK-1（経国）の進化型のXAT-5、アレーニア・アエルマッキのM-346の3案が提示された。2014年、AIDCは台湾でM-346を組み立てるため、アレーニア・アエルマッキとの覚書に署名した。すべてのM-346のエンジンはハネウェルとAIDCの合弁会社IAEによって台湾で組み立てられている。国防部は韓国のKAI T-50も評価した。  
AIDCと国家中山科学研究院（NCIST）が提携して開発・生産を行い、2026年に納入開始予定という条件の下、XAT-5が落札したと2017年に発表された。4つのプロトタイプが作成され、プログラムの総費用は686億台湾ドル（22億米ドル）になると予測されている。

### 命名
AIDCは台湾固有のタイワンアオカササギにちなんで新しいジェット機を「Blue Magpie」と名付けていたが、2018年11月27日、国防部は練習機の正式名称を選ぶコンテストを開始すると発表した。コンテストは台湾国民のみ参加できるとし、漢字2文字の名称と100語以内の説明文を公募した。優勝者、2位、3位にはそれぞれ50,000、30,000、20,000台湾ドルが授与される。
2019年9月24日、蔡英文総統が最初の試作機ロールアウト式典で、新しい航空機を「Brave Eagle」（勇鷹）と正式に命名した。

### 製造
2017年に米国はXAT/AT-5用に132基分のハネウェル/ITEC F124エンジンの部品輸出を承認した 。2018年、AIDCは最初の試作機が2019年9月に公開され、2020年6月に飛行試験が開始されることを発表した 。
2019年、台湾の国防部が初飛行は2020年6月で、小規模生産は2021年11月に開始し、本格生産は2023年3月に開始予定と国会で発言した。 
2020年6月10日初飛行、台中清泉崗基地周辺空域を飛行した。 

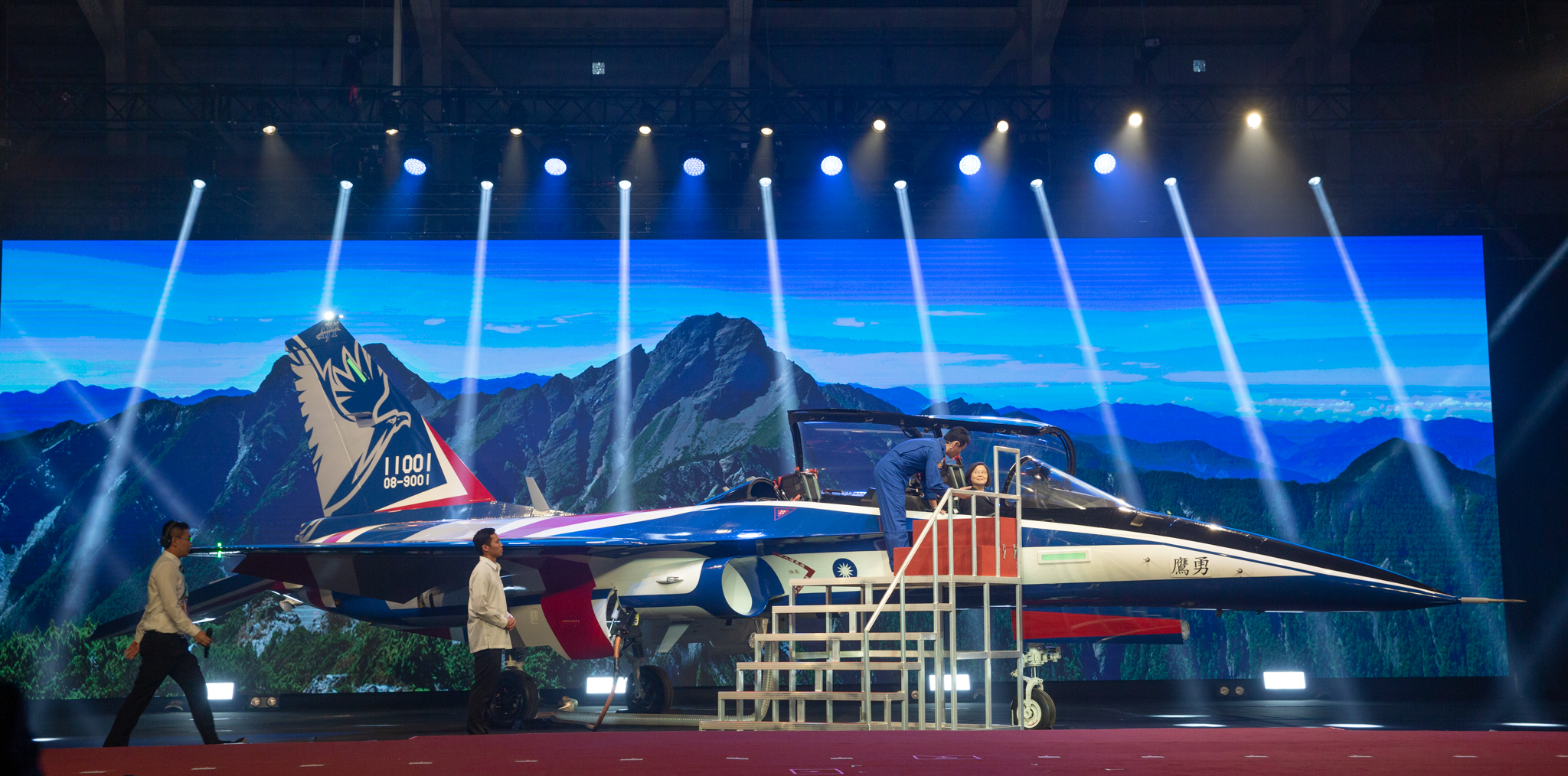
蔡英文総統がロールアウトで試作機に座っている
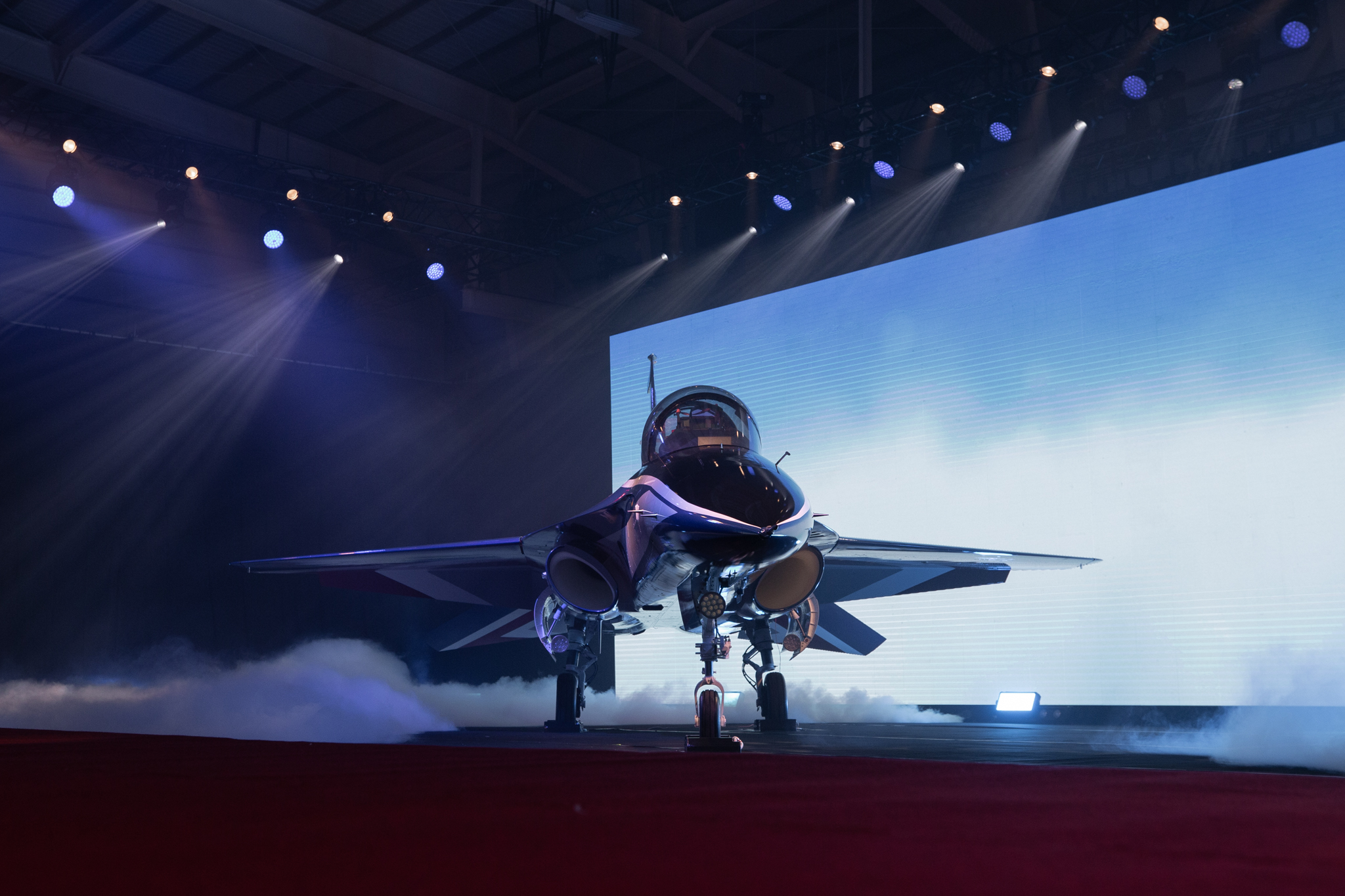
ロールアウト時の画像
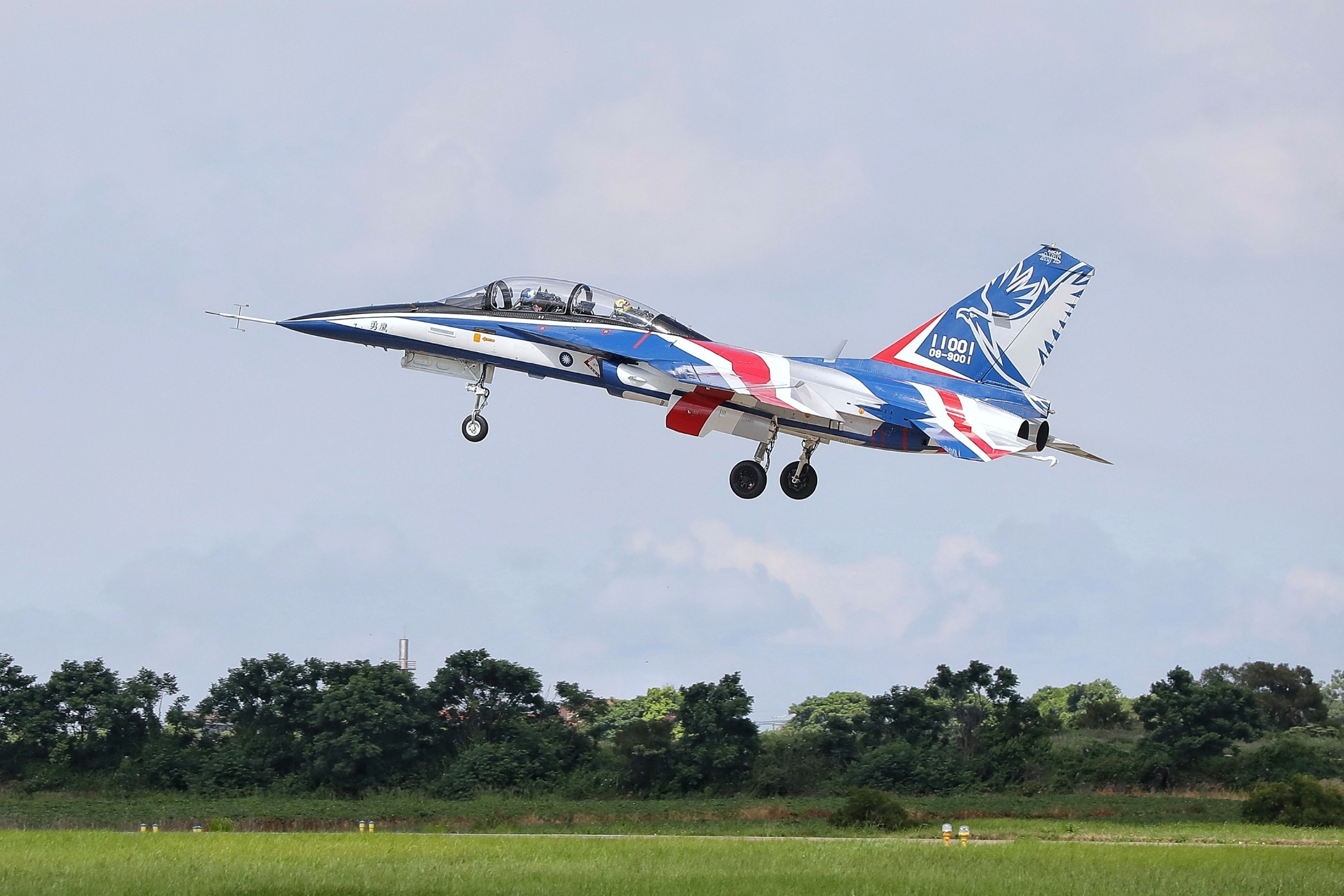
AIDC T-5の初飛行実証，2020年6月22日

## 設計
設計はAIDC F-CK-1を基にして同系列のハネウェル/ITEC F124エンジンを共有するが、複合材料のボディなど80％の新たな部品が含まれる。
F-CK-1と比べると高度なアビオニクスの追加、燃料容量の増加があり、少し大きくなる予定 。燃料貯蔵量の増加とともに低速と低高度での安定性を高めるため、翼型は少し変更されてF-CK-1よりも翼が厚くなる。
ラムエアスクープはイートンコーポレーションと協力して再設計され、22個の部品をレーザー粉末床溶融結合法で加工された2つのアルミニウム部品で置き換えた 。
AT-3・F-CK-1と同様、メインホイール、カーボンブレーキ、ブレーキ制御システムをメギットが供給予定。射出座席システムはマーチンベーカー・エアクラフトが提供予定。構成部品の55％以上が台湾で作られる。
この練習機は平時の訓練と戦時の戦闘、二つの役割を果たすよう最初から設計されたと報告されている。 

### アビオニクスとセンサー
国家中山科学研究院はAIDC T-5用のAESAレーダーを開発しているが、台湾企業トロンフューチャーテックも窒化ガリウムベースのAESAをこのプログラムに入札した 。
2019年にピラステクノロジーがプラットフォーム用のレーダーと通信アンテナを供給予定と発表された。 

## 運用
2019年9月、4つの試作機のうち最初のA1が中華民国の蔡英文総統により発表された。

## 派生型
2019年、ノースロップF-5E/FタイガーII飛行隊の代替用として軽戦闘機AT-5派生型が計画されていると報道された。 

## 運用者
中華民国（台湾）
- 中華民国空軍 – 66機（予定）[19]

## 諸元・性能
出典: 
諸元
- 乗員: 2名
- 全長: 14.21 m
- 全高: 4.42 m
- 翼幅: 9.46 m
- 最大離陸重量: 12,200 kg
- 動力: F124-200TW ターボファンエンジン、 2,834.8 kgf (27.800 kN)  × 2

性能
- 最大速度: 1,030 km/h （640 mph） 0.84M
- 航続距離: 1,350 km （839 海里）